# Wissenschaftsjahr 1524
Liste der Wissenschaftsjahre

◄◄ | ◄ | 1520 | 1521 | 1522 | 1523 | Wissenschaftsjahr 1524 | 1525 | 1526 | 1527 | 1528 | ►

Weitere Ereignisse
Dieser Artikel behandelt das Wissenschaftsjahr 1524.

## Ereignisse

### Geisteswissenschaften

#### Pädagogik
- 21. Dezember: Der Reformator Friedrich Myconius gründet die Lateinschule (das spätere Gymnasium Illustre und heutige Gymnasium Ernestinum) in Gotha, nachdem Martin Luther für eine allgemeine Schulpflicht für Kinder plädiert hat.

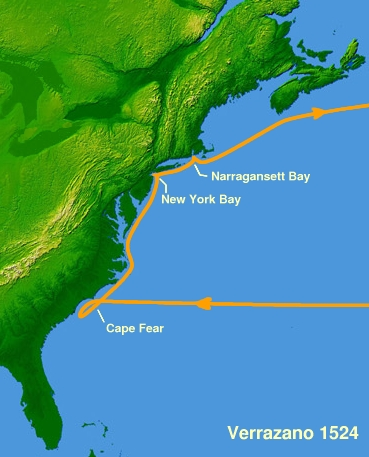
Entdeckungsfahrt von Giovanni da Verrazzano (1524)

### Naturwissenschaften

#### Geowissenschaften

##### Entdeckungen und Geographie
- Der italienische Seefahrer Giovanni da Verrazzano wird von König Franz I. von Frankreich ausgesandt, um in der Region zwischen Florida und Neufundland nach einer Route in Richtung Pazifik zu suchen:
  - 17. Januar: Da Verrazzano bricht an Bord der La Dauphine von Madeira aus in die Neue Welt auf.
  - 01. März: Er erreicht den amerikanischen Kontinent in der Nähe von Cape Fear, heute im Bundesstaat North Carolina gelegen.
  - Von hier aus segelt er weiter in Richtung Norden, zunächst entlang der Outer Banks. Hier glaubt er, mit dem heutigen Pamlico Sound eine Verbindung zum Pazifischen Ozean gefunden zu haben.
  - Obwohl er die Mündung der später Chesapeake Bay genannten Bucht passiert, erforscht er sie nicht und vermerkt auch nicht ihre Existenz.
  - Seinen Aufzeichnungen zufolge segelt er daraufhin entlang der Küste des späteren New Jersey in Richtung Lower New York Bay.
  - 17. April: Da Verrazzanos Expedition erreicht als erster Europäer die New Yorker Bucht.[1][2] Er ankert in der heute als The Narrows bezeichneten Wasserstraße zwischen Long Island und Staten Island. Er entdeckt auch die Upper New York Bay zwischen Staten Island und Manhattan sowie den später so genannten Hudson River.
  - Von der Bucht von New York aus segelt Verrazzano weiter entlang der Küste von Long Island und entdeckt Block Island und Narragansett Bay im heutigen Rhode Island.
  - Er fährt weiter entlang der Küste, gelangt schließlich nach Maine und streift auch die Küste von Neuschottland, um via Neufundland nach Frankreich zurückzukehren.
  - 8. Juli: Giovanni da Verrazzanos Expedition kehrt nach Dieppe zurück.
- 24. Dezember: Der portugiesischer Seefahrer Vasco da Gama, der Entdecker des Seewegs um das Kap der Guten Hoffnung nach Indien sowie der 2. Vizekönig Portugiesisch-Indiens stirbt in Kochi an einer Infektion.
- Peter Apian veröffentlicht sein Buch Cosmographicus liber in Landshut. Es handelt sich um ein populäres Lehrbuch der Kosmografie.[2]
- Friedrich Peypus veröffentlicht in Nürnberg mit Praeclara Ferdinandi Cortesii de nova maris oceani Hyspania narratio die lateinische Übersetzung des zweiten Berichts von Hernán Cortés an Kaiser Karl V. aus dem Jahr 1522. In diesem Schreiben beschreibt Cortés seine Eroberungen in der Neuen Welt, insbesondere die Einnahme der aztekischen Hauptstadt Tenochtitlán (heute Mexiko-Stadt). Er liefert detaillierte Schilderungen der Städte, der Sitten der Einheimischen, religiöser Praktiken und anderer bemerkenswerter Beobachtungen.[3]
- Hieronymus Verrazano, der Bruder von Giovanni da Verrazzano, veröffentlicht 1524 seine Portolankarte, die die das Mittelmeer, das Schwarze Meer und Teile des nordöstlichen Atlantiks detailliert darstellt.

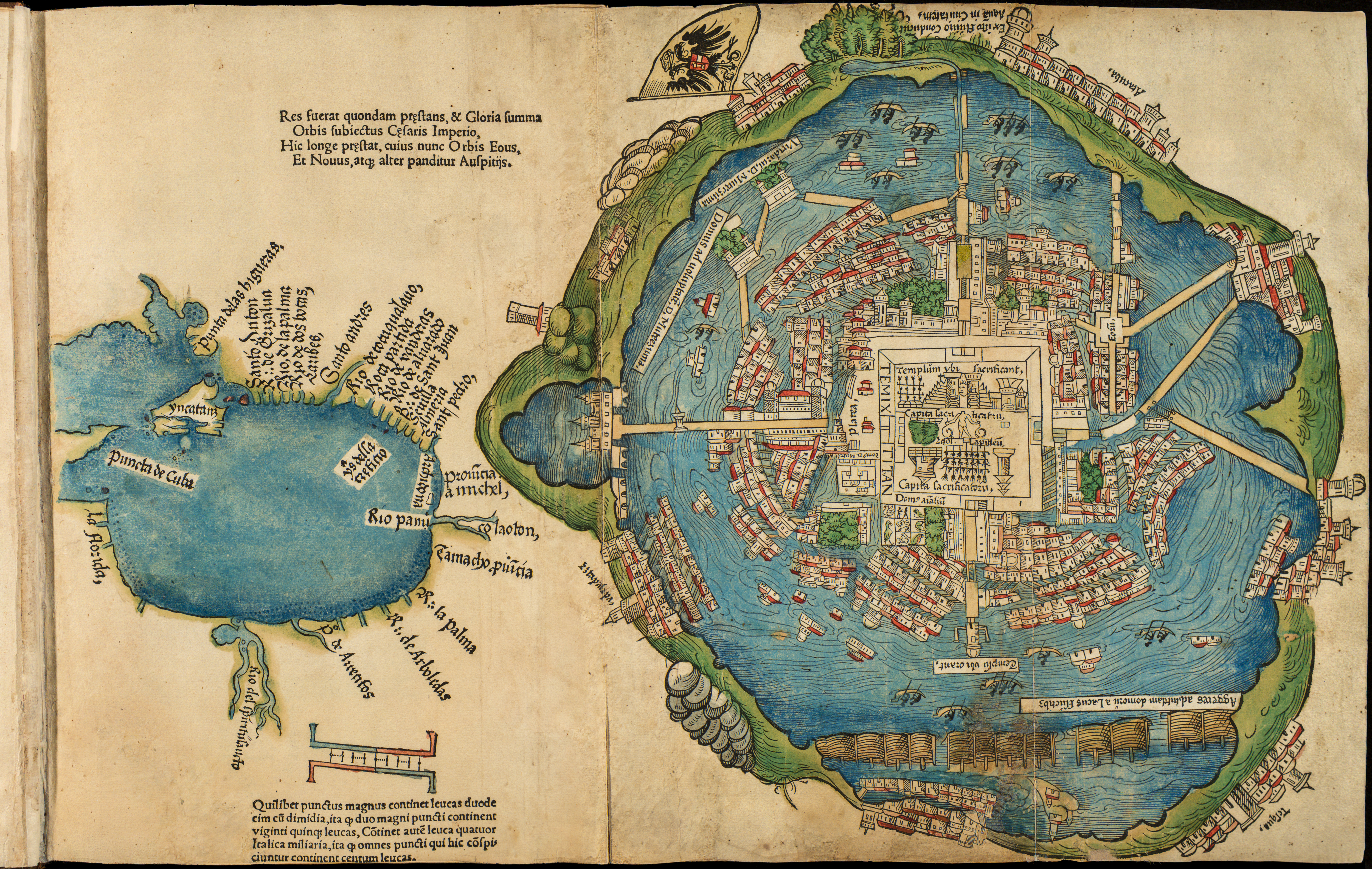
Karte von Tenochtitlán und dem Golf von Mexiko aus Hernán Cortés Bericht (1524)

Portolankarte von Hieronymus Verrazano (1524)

### Strukturwissenschaften

#### Mathematik
- Adam Ries beendet 1524 die Arbeiten an seinem Manuskript der Coß, einem mehr als 500 Seiten umfassenden Lehrbuch der Algebra (Coß ist der im Mittelalter übliche Name für die Variable bzw. Unbekannte). Die Coß ist ein Bindeglied zwischen der mittelalterlichen und der heutigen Algebra. Das Manuskript ist sowohl seinen Söhnen und Schülern als auch anderen mathematisch interessierten Personen aus seinem Umfeld zugänglich, es wird seinerzeit aber nicht publiziert. Der Druck hätte enorme Kosten verursacht und andere deutsche Mathematiker publizieren vergleichbare Darstellungen zwischen 1520 und 1550. So wird das vollständige Manuskript erstmals 1992 gedruckt.

## Geboren

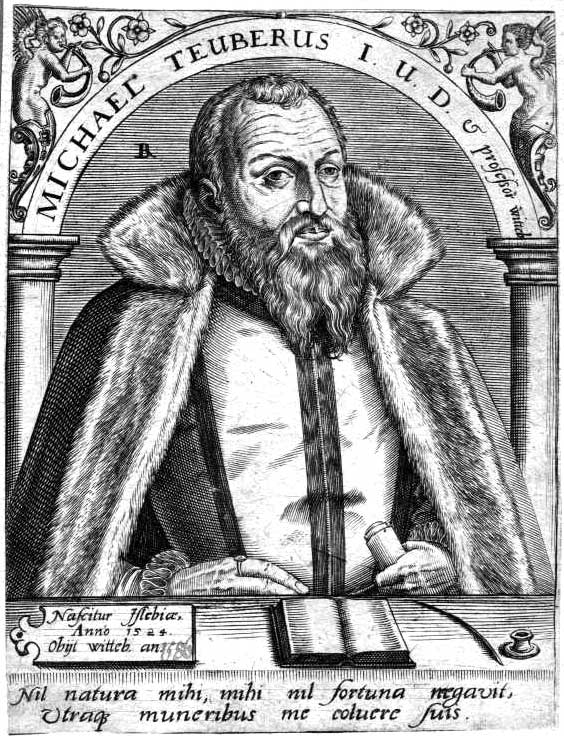
Michael Teubner; * 15. August

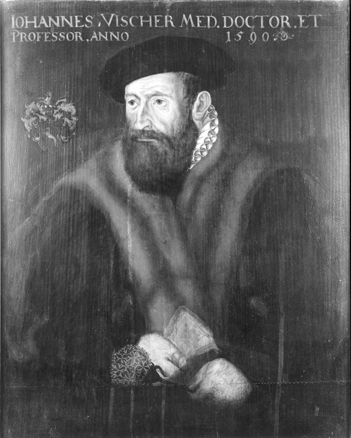
Johannes Vischer; * 19. Dezember

### Geburtsdatum gesichert
- 28. März: Abdias Prätorius, deutscher lutherischer Theologe und Reformator († 1573)
- 23. Juni: Johann Stössel, deutscher evangelischer Theologe und Reformator († 1576)
- 15. August: Michael Teuber, deutscher Rechtsgelehrter († 1586)
- 23. August: François Hotman, französischer Rechtsgelehrter, Philologe und calvinistischer Theologe († 1590)
- 07. September: Thomas Erastus, Schweizer Theologe († 1583)
- 17. Oktober: Adolf Occo, deutscher Mediziner († 1606)
- 19. Oktober: Thomas Tusser, englischer Dichter und Verfasser landwirtschaftlicher Arbeiten († 1580)
- 19. Dezember: Johannes Vischer, deutscher Mediziner und Hochschullehrer († 1587)

### Geboren um 1524
- Andrea Cesalpino, italienischer Philosoph, Botaniker und Physiologe († 1603)
- Josias Marcus, deutscher Rechtswissenschaftler und Beamter († 1599)

## Gestorben

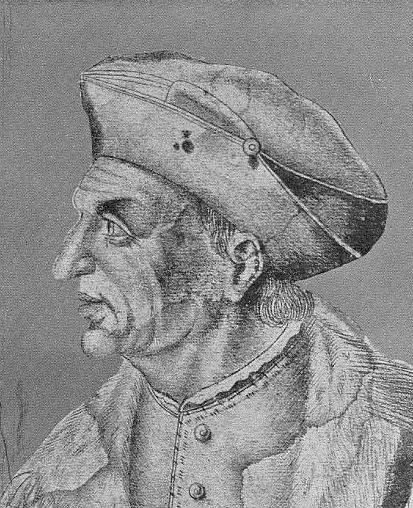
Thomas Linacre; † 20. Dezember

### Todesdatum gesichert
- 19. April: Petrus Mosellanus, deutscher Philologe, Theologe und Kirchenlehrer (* 1493)
- 10. Mai: Johannes Schwertfeger, deutscher Theologe und Rechtswissenschaftler (* um 1488)
- 19. Juni: Niccolò Leoniceno, italienischer Arzt, Medizinschriftsteller, Philosoph, Grammatiker und Humanist (* 1428)
- 06. Juli: Wilhelm Nesen, deutscher Humanist und Pädagoge (* 1492)

- 28. August: Fazio Cardano, Italian mathematician (* 1444)
- 20. Dezember: Thomas Linacre, englischer Arzt, Mathematiker und Gelehrter (* um 1460)
- 24. Dezember: Vasco da Gama, portugiesischer Seefahrer und Entdecker des Seewegs nach Indien (* 1469)
- 28. Dezember: Johann von Staupitz, deutscher Theologe und Förderer Martin Luthers (* 1465)
- 31. Dezember: Johannes Widmann, deutscher Professor der Medizin und herzoglicher Leibarzt (* um 1444)

### Genaues Todesdatum unbekannt
- Gonçalo Álvares, portugiesischer Seefahrer und Entdecker (* im 15. Jahrhundert)
- Theodoricus Block, deutscher Mediziner, katholischer Theologe und Humanist
- Johannes Ravisius, französischer Humanist